# Aethalura costijuncta
Aethalura costijuncta là một loài bướm đêm trong họ Geometridae.